# Micke Brasseleur
Micke Brasseleur (* 16. April 1993 in Paris, Frankreich) ist ein algerisch-französischer Handballspieler. Brasseleur, der in der Saison 2015/16 für den deutschen Verein HSC 2000 Coburg (Rückennummer 93) spielte, wird meist auf der Position Rückraum Rechts eingesetzt.
Micke Brasseleur wechselte im November 2015 vom französischen Erstligisten Tremblay-en-France Handball zum deutschen Zweitligisten HSC 2000 Coburg. Im März 2016 verließ er Coburg. Im Sommer 2016 schloss er sich dem französischen Verein US Ivry HB an. Im Sommer 2018 wechselte er zu USAM Nîmes. Im Januar 2021 wechselte Brasseleur zum französischen Erstligisten Limoges Handball, den er schon im September 2021 in Richtung des Ligakonkurrenten Pays d’Aix UC verließ. Eine Saison später schloss er sich dem rumänischen Erstligisten CSM Constanța an. Beim Gewinn des rumänischen Pokals 2023 konnte Brasseleur verletzungsbedingt nicht am Finale teilnehmen. Seit der Saison 2023/24 läuft er für den französischen Erstligisten Saint-Raphaël Var Handball auf.
Brasseleur gehörte dem Kader der französischen Jugendnationalmannschaft an, jedoch entschied er sich später für die algerische Nationalmannschaft aufzulaufen.